# Беюш (Молдова)
Беюш (рум. Băiuș) — село в Леовському районі Молдови. Адміністративний центр однойменної комуни, до складу якої також входять села Кочулія-Ноуе та Гиртоп.